# Пегау
Пегау (на немски: Peggau) е община (Marktgemeinde) северно от Грац в Щирия в Австрия с 2199 жители (на 1 януари 2018).
Намира се на река Мур и на ок. 15 km северно от град Грац. Летището Грац се намира на ок. 30 km.
Пегау е споменат за пръв път в документ през 1050 г.
- Кметството на Пегау
- Останки от замък Пегау (ок. 1830)